# Giovanni delle Bande Nere (incrociatore)
Il Giovanni delle Bande Nere fu un incrociatore leggero della Regia Marina appartenente alla classe Alberto di Giussano, così battezzato in onore del capitano di ventura del XVI secolo Giovanni delle Bande Nere.
Il suo scafo venne impostato nel 1928 nei Cantieri navali di Castellamare di Stabia, venne varato il 27 aprile 1930 e completato nel 1931.

## Attività
La nave nell'aprile 1939 prese parte all'occupazione dell'Albania. Nell'occasione la Regia Marina schierò davanti alle coste albanesi una squadra navale al comando dell'ammiraglio Arturo Riccardi, composta oltre che dal Bande Nere, dagli incrociatori leggeri Duca degli Abruzzi e Garibaldi, dalle due navi superstiti della Classe Conte di Cavour, dai quattro incrociatori pesanti della classe Zara, 13 cacciatorpediniere, 14 torpediniere  e varie motonavi su cui erano imbarcati in totale circa 11.300 uomini, 130 carri armati e materiali di vario genere. Nonostante l'imponente spiegamento di forze, l'azione delle navi italiane, nei confronti dei timidi tentativi di reazione da parte albanese, si limitò soltanto ad alcune salve sparate a Durazzo e a Santi Quaranta. Le forze italiane incontrarono scarsissima resistenza e in breve tempo tutto il territorio albanese fu sotto il controllo italiano, con re Zog costretto all'esilio.

Il Bande Nere nel 1942

Nel corso della seconda guerra mondiale il Giovanni delle Bande Nere, dotato di idrovolanti IMAM Ro.43, prese parte, insieme al gemello Colleoni (con il quale formava la II Divisione), alla battaglia di Punta Stilo del 9 luglio 1940 (tre giorni prima le due unità avevano scortato in Libia uno dei primi convogli lì diretti). Il 19 luglio dello stesso anno fu inviato in Egeo assieme al Colleoni, per attaccare il traffico nemico in quel mare, ma si scontrò con l'incrociatore australiano HMAS Sydney accompagnato da cinque cacciatorpediniere britannici in quella che divenne la battaglia di Capo Spada. Nell'occasione la leggera protezione della classe di Giussano dimostrò chiaramente i suoi limiti, dato che nel corso del combattimento le navi alleate immobilizzarono subito il Colleoni che fu poi affondato, mentre il Bande Nere (nave di bandiera dell'ammiraglio Ferdinando Casardi, comandante la II Divisione), colpito da un proiettile con danni leggeri ed alcune vittime, ripiegò per allontanarsi inseguito dal Sydney; nell'inseguimento il Bande Nere fu colpito una seconda volta con riduzione della velocità a 29 nodi (che però poté essere riportata a 32 nodi con riparazioni provvisorie), mentre il Sydney, colpito da un proiettile del Bande Nere con danni lievi al fumaiolo, preferì desistere, anche per la carenza di munizioni da 152 mm ed il rischio di essere attaccato dall'aviazione. Sul Bande Nere ci furono 8 morti e 16 feriti.
Partecipò attivamente alla guerra dei convogli per la Libia. Fra il 5 ed il 7 febbraio 1941 scortò a Tripoli i trasporti truppe Conte Rosso, Esperia, Marco Polo e Calitea con a bordo la divisione corazzata "Ariete". Il 24 maggio 1941 uscì in mare assieme all'incrociatore leggero Armando Diaz e ai caccia Ascari e Corazziere in funzione di scorta indiretta ai numerosi convogli in mare; il 25 febbraio il Diaz fu silurato da un sommergibile e affondò con la maggior parte dell'equipaggio. Il 10 dicembre 1941 fu scelto per trasportare a Tripoli, assieme ai due incrociatori leggeri della IV Divisione (Alberico da Barbiano e Alberto di Giussano) un carico di benzina avio e altri materiali, ma fu bloccato a Palermo da un'avaria; dovette quindi rinunciare alla missione e si salvò così dalla distruzione della IV Divisione avvenuta nella notte fra il 12 ed il 13 dicembre. Il 21 febbraio 1942 prese parte all'operazione K. 7, che prevedeva l'invio di due convogli in Libia; in quell'occasione il Bande Nere fece parte della forza d'appoggio contro un eventuale attacco navale. L'operazione si concluse con un pieno successo.
Il 21 marzo dello stesso anno fece parte della formazione italiana inviata ad attaccare un convoglio inglese diretto a Malta; ne derivò la seconda battaglia della Sirte nella quale il Bande Nere colpì con un proiettile da 152 mm l'incrociatore britannico Cleopatra, causando 15 morti e alcuni danni (che tuttavia non impedirono alla nave di continuare il combattimento).
Il mattino del 1º aprile 1942 lasciò Messina diretto a La Spezia scortato dal cacciatorpediniere Aviere e dalla torpediniera Libra. Alle 9 del mattino a undici miglia da Stromboli il gruppo venne intercettato dal sommergibile britannico Urge: un siluro spezzò in due lo scafo del Giovanni delle Bande Nere, che affondò rapidamente, trascinando con sé 381 (per altre fonti 287) uomini dei 507 che erano a bordo. Il fuochista ausiliario Gino Fabbri fu uno degli scampati. Tra gli altri il sottotenente di vascello Enrico Evangelista.
II relitto dell'incrociatore è stato ritrovato a una profondità compresa tra i 1460 e i 1730 metri dal cacciamine Vieste della Marina Militare italiana il 9 marzo 2019, mentre nel Mar Tirreno al largo dell'isola di Stromboli svolgeva una verifica tecnica e di sorveglianza dei fondali marini.

### Comandanti nel periodo bellico
- Capitano di vascello Francesco Maugeri dal 3 agosto 1939 al 16 novembre 1940;

- Capitano di fregata Giorgio Blasetti dal 17 novembre 1940 al 27 novembre 1940;

- Capitano di vascello Roberto Caruel dal 28 novembre 1940 al 16 gennaio 1941;

- Capitano di vascello Mario Azzi dal 17 gennaio al 9 febbraio 1941;

- Capitano di vascello Sesto Sestini dal 10 febbraio al 9 luglio 1941;

- Capitano di vascello Enrico Mirti Della Valle dal 10 luglio al 7 agosto 1941;

- Capitano di fregata Vittore Raccanelli dall'8 agosto al 22 settembre 1941 (interinale);

- Capitano di vascello Giorgio Rodocanacchi dal 23 settembre al 19 ottobre 1941 (responsabile);

- Capitano di vascello Ludovico Sitta dal 20 ottobre 1941 al 1º aprile 1942.